# 대구영화학교
대구영화학교는 대구광역시 남구에 있는 사립 특수학교이다. 청각장애 학생을 위한 특수교육기관으로 유치부, 초등부, 중학부, 고등부, 전공과를 두고 있다.

## 학교 연혁
- 1946. 04. 19. 대구맹아학원 설립, 초대원장 이영식 목사 취임
- 1947. 04. 09. 대구맹아학원 농초등부 설치인가(6학급)
- 1951. 04. 01. 대구맹아학원 농중학부 설치인가(3학급)
- 1959. 03. 10. 대구맹아학원 농부를 대구영화학교로 분리인가
- 2002. 10. 15. 자매학교결연(日本國愛知縣立岡崎聾學校(일본어판))
- 2018. 02. 12. 유치원과정 제30회 수료, 초등학교과정 제69회 졸업, 중학교과정 제62회 졸업, 고등학교과정 제50회 졸업, 전공과과정 제7회 졸업
- 2018. 03. 02. 2018학년도 입학식

## 참고 자료
- 대구영화학교 - 한국교육학술정보원 학교알리미